# Lukas Rieger
Lukas Rieger, né le 3 juin 1999 à Lehrte est un auteur-compositeur-interprète allemand.

## Biographie
Lukas Rieger, né le 3 juin 1999, est un chanteur allemand qui s'est fait connaître dans The Voice Kids Germany en 2014. Par la suite, il a sorti des musiques et des covers sur YouTube. Il s'est aussi fait connaître grâce à Musical.ly, Instagram, Snapchat, etc. Il commence ensuite à faire des tournées en Allemagne à la suite de la sortie de son album Compass. Devenu assez célèbre, il décide de faire une tournée dans l'Europe qu'il nomme CodeTour en 2018. Il passera donc faire des concerts en France, en Autriche ou encore en Pologne. En 2017, Lukas Rieger prête sa voix allemande au personnage principal du film Bigfoot Junior, Adam.

### Enfance
Lukas Rieger est né à Lehrte, et est issu d'une famille composée de deux enfants : Lukas Rieger, 18 ans, et Marie Rieger, 14 ans.
Parents : Michael Rieger et Birgit Rieger. Lorsqu'il était petit Lukas se faisait harceler à l'école à cause de sa passion pour la musique. Malgré tout, il continua à suivre sa vocation.
En 2014, il participe à The Voice Kids Germany, il y interprète Can't Hold Us de Macklemore et est choisi par Lena Meyer-Landrut. Il fait régulièrement des tournées internationales.

## Vie privée
Il est en couple depuis le 16 octobre 2018 avec la jeune Youtubeuse Faye Montana.

## Discographie

### Single
- 2015 : Be My Baby [6]
- 2016 : Elevate
- 2017 : Side by Side
- 2017 : We won't Stop
- 2017 : Slowmo

### Album
- 2016 : Compass [7]
- 2018 : Code